# Хлорид скандия
Хлорид скандия — бинарное неорганическое соединение, соль металла скандия и соляной кислоты с формулой ScCl3, бесцветные кристаллы, растворимые в воде, образует кристаллогидраты.

## Получение
- Реакция соляной кислоты с металлическим скандием, оксидом, гидроксидом или сульфидом скандия:

{\displaystyle {\mathsf {2Sc+6HCl\ {\xrightarrow {}}\ 2ScCl_{3}+3H_{2}}}}
{\displaystyle {\mathsf {Sc_{2}O_{3}+6HCl\ {\xrightarrow {}}\ 2ScCl_{3}+3H_{2}O}}}
{\displaystyle {\mathsf {Sc(OH)_{3}+3HCl\ {\xrightarrow {}}\ ScCl_{3}+3H_{2}O}}}
{\displaystyle {\mathsf {Sc_{2}S_{3}+6HCl\ {\xrightarrow {}}\ 2ScCl_{3}+3H_{2}S\uparrow }}}

## Физические свойства

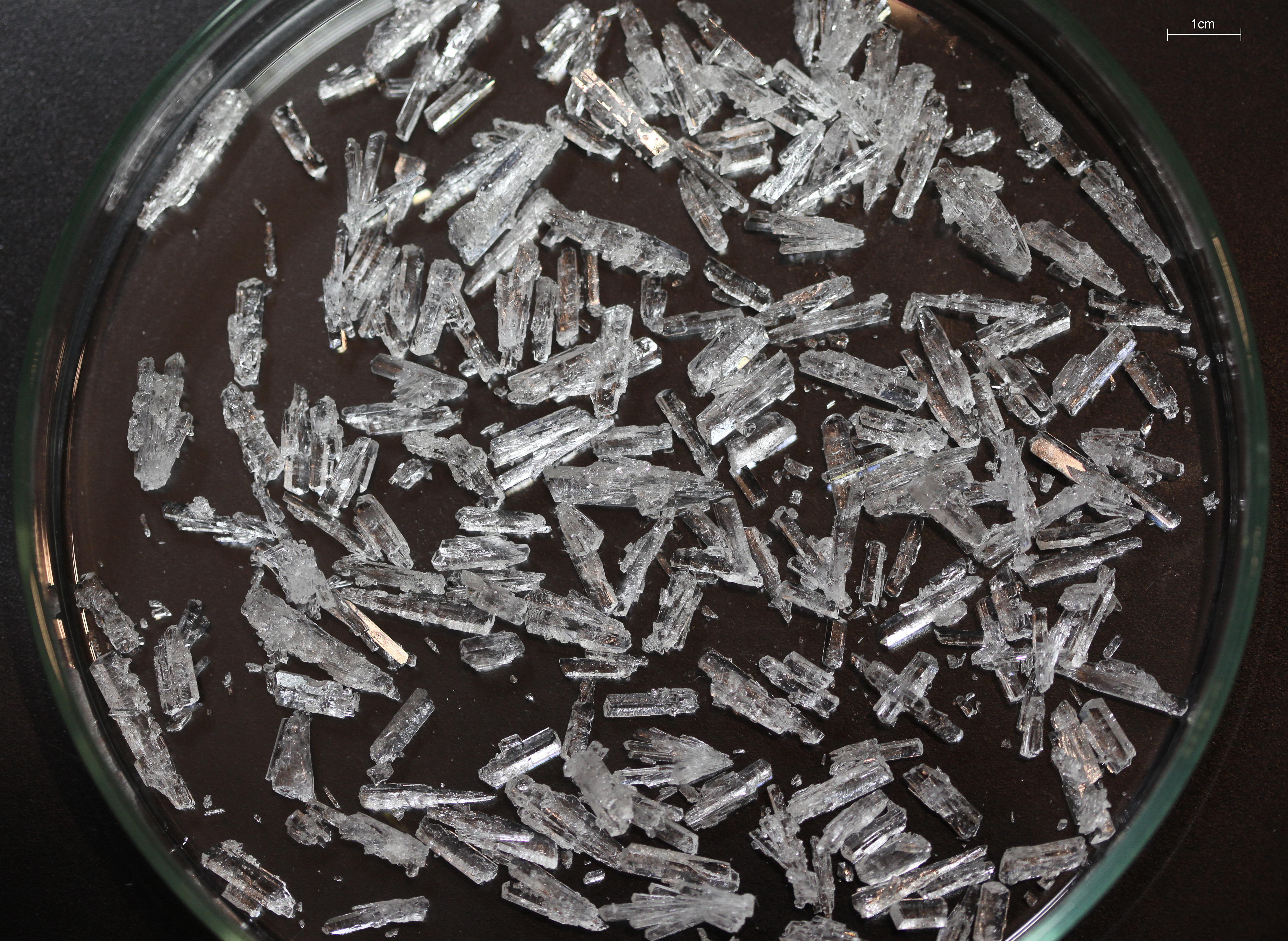
ScCl3•6H2O

Хлорид скандия образует бесцветные кристаллы тригональной сингонии, пространственная группа R 3c, параметры ячейки a = 0,6979 нм, α = 54,43°, Z = 2.
Хорошо растворяется в воде, спиртах, ацетоне, глицерине.
Образует кристаллогидраты состава ScCl3•3H2O и ScCl3•6H2O.

## Химические свойства
- Безводную соль получают сушкой кристаллогидрата в атмосфере сухого хлористого водорода:

{\displaystyle {\mathsf {ScCl_{3}\cdot 6H_{2}O\ {\xrightarrow[{-H_{2}O,HCl}]{<100^{o}C}}\ ScCl_{3}+6H_{2}O}}}
- При нагревании кристаллогидрат разлагается:

{\displaystyle {\mathsf {ScCl_{3}\cdot 6H_{2}O\ {\xrightarrow[{-H_{2}O}]{100^{o}C}}\ ScCl_{3}\cdot 3H_{2}O\ {\xrightarrow[{-H_{2}O}]{>100^{o}C}}\ Sc(OH)_{2}Cl+2HCl\ {\xrightarrow[{-H_{2}O}]{250^{o}C}}\ ScOCl}}}
- Реагирует с водой при кипячении:

{\displaystyle {\mathsf {ScCl_{3}+H_{2}O\ {\xrightarrow {100^{o}C}}\ ScCl_{2}(OH)+HCl}}}
- Реагирует с щелочами:

{\displaystyle {\mathsf {ScCl_{3}+3NaOH\ {\xrightarrow {}}\ Sc(OH)_{3}+3NaCl}}}
- Вступает в обменные реакции:

{\displaystyle {\mathsf {ScCl_{3}+HF\ {\xrightarrow {}}\ ScF_{3}\downarrow +3HCl}}}
- С хлоридами некоторых металлов образует комплексные соли:

{\displaystyle {\mathsf {ScCl_{3}+3KCl\ {\xrightarrow {770-820^{o}C}}\ K_{3}[ScCl_{6}]}}}
{\displaystyle {\mathsf {3ScCl_{3}+2AuCl_{3}+21H_{2}O\ {\xrightarrow {}}\ 3ScCl_{3}\cdot 2AuCl_{3}\cdot 21H_{2}O}}}